# ميلدريد براون
ميلدريد براون (بالإنجليزية: Mildred Brown) هي صحفية أمريكية، ولدت في 1905، وتوفيت في 1989 في أوماها في الولايات المتحدة.